# Pancho Bautista
José Francisco Bautista García (Sevilla, 18 de febrero de 1945 - 21 de junio de 2013), más conocido como Pancho Bautista, fue un director de cine y guionista español.

## Biografía
Nacido en Benacazón, el 18 de febrero de 1945, Pancho Bautista hizo sus primeros escarceos como crítico cinematográfico en el desaparecido diario Pueblo y en La Voz del Guadalquivir. A partir de ahí, enfocó su carrera hacia las facetas de guionista, productor y director, convirtiéndose en uno de los precursores del que hoy se denomina cine andaluz.
Fundó su propia productora, Galgo Film, con sede por supuesto en Sevilla. Con ella firmó el guion, en 1975, de Manuela, película homónima de la novela de Manuel Halcón, que digirió Gonzalo García Pelayo y que está considerada como una de las cintas emblemáticas de este género en Andalucía. En la misma participaron Charo López, Fernando Rey y Máximo Valverde, entre otros actores.
Su faceta de guionista tuvo también títulos que no han caído en el olvido, caso de los de las películas La espuela y María, la santa, dirigidas por el cubano Roberto Fandiño.
Pancho Bautista siempre tuvo a Sevilla y a Andalucía como norte y guía tanto para sus guiones como para las películas que dirigió y produjo. Fue una persona muy comprometida con todo lo que tuviese que ver con la tierra que le vio nacer. Igualmente, nunca ocultó su afición a la fiesta nacional y en los años 80 y 90 del pasado siglo era frecuente verlo en los tendidos y callejones de las diferentes plazas de toros de la comunidad andaluza.
En 1980 rodó Se acabó el petróleo, interpretada por Pepe Da Rosa, Paco Gandía, Josele y Charo Reina, comedia que supuso uno de los mayores éxitos del cine español por aquella época y que todavía sigue teniendo vigencia. A ella le seguirían títulos como Los alegres bribones (1982), con Antoñita Colomé, Pepe Da Rosa y Paco Gandía», y Un parado en movimiento (1985), interpretada por el inolvidable Emilio Segura, junto a Charo Reina y Paco Gandía.
Supo sacarle todo el partido a Pepe Da Rosa, Paco Gandía y Josele. Conjuntamente con la dirección de comedias, plasmó su afición al mundo de los toros en el documental La saga de los Vázquez (1982), en la que hacía un magistral retrato de Pepe Luis y Manolo, así como del hijo del Sócrates de San Bernardo. Su último trabajo fue Quiero ser artista, un mediometraje estrenado en el Festival de Cine Europeo de Sevilla en 2012, sobre la vida de Antoñita Colomé.
Pancho Bautista recibió el pasado año el Premio Asecan de Honor de la Asociación de Escritores Cinematográficos de Andalucía.

## Filmografía
Guionista:
- Un parado en movimiento. (1985)

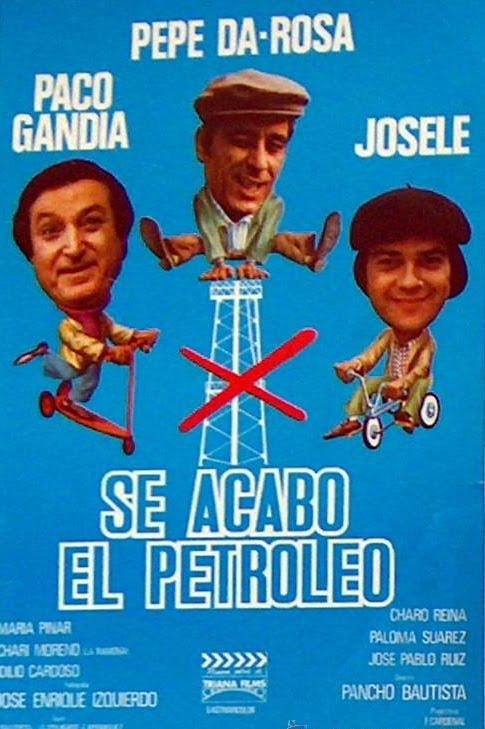
Se acabó el petróleo (1980)

- La saga de los Vázquez (documental). (1982)
- Los alegres bribones. (1982)
- Se acabó el petróleo. (1980)
- María, la santa. (1977)
- La espuela. (1976)
- Manuela. (1976)

Director:
- La saga de los Vázquez (documental) (1982)
- Los alegres bribones. (1982)
- Se acabó el petróleo. (1980)